# Elaphria convexa
Elaphria convexa là một loài bướm đêm trong họ Noctuidae.